# Цукр
«Цукр» — міський онлайн-журнал про Суми. Заснований у 2019 році ГО «Місто розумних» (у 2023 році організація була перейменована в ГО «Цукр»). Висвітлює суспільні теми, розповідає про події в Сумах, локальний бізнес, містян. Видання спочатку не випускало новин, однак згодом новинна стрічка була створена з метою «стабілізувати відвідуваність сайту» і збільшити аудиторію.
Головний редактор: Олексій Туча. Співзасновник і керівник: Дмитро Тіщенко.

## Історія
«Цукр» створений у 2019 році. Журналіст сумської філії «Суспільного» Дмитро Тіщенко разом із колегами з інших медіа Вікторією Євтушенко та Ольгою Коренєвою організували в місті молодіжну школу журналістики. Разом вони вирішили створити незалежне міське видання.
В 2020 році команда «Цукру» складалася з 4 людей. 80 % фінансування залучалося через гранти, 20 % — з щомісячних донатів читачів та разових внесків. Видання стало першим проєктом в Сумах, який зміг системно залучати кошти через краудфандинг.
У 2021 році за результатами дослідження Інституту масової інформації «Цукр» став одним з двох онлайн-медіа Сумщини, які можна вважати «прозорими».
Під час повномасштабного російського вторгнення в Україну журналісти «Цукру» робили фоторепортажі з місць, що постраждали від російського наступу, їздили за межі Сум до прикордоння з Росією майже весь 2022 рік, щоб документувати злочини російської армії.
У червні 2023 року «Цукр» став одним з перших українських онлайн-медіа, яке було зареєстроване Національною радою з питань телебачення і радіомовлення.
У липні 2023 року «Цукр» стикнувся з публічними погрозами. Після виходу на сайті матеріалу про ЛГБТК+ людей в телеграм каналі «Суми: головне» вийшов гомофобний допис, в якому містилася адреса редакції та заклик до читачів каналу знищити її. Комісія з журналістської етики засудила спроби тиску на журналістів та закликала Національну поліцію України розслідувати цей випадок.

## Проєкти

### Друкований журнал
Перший друкований номер «Цукру» вийшов у червні 2021 року накладом 300 примірників. Фактично, це альманах з 27 вибраних текстів, створених для онлайн-видання за два роки його існування. Тексти об'єднані в чотири рубрики: «Люди в місті», «Спільноти», «Власна справа» та «Творити в Сумах».
Одразу після виходу першого номеру через попит на такого типу друкованого видання почалася робота над наступним номером журналу, Він мав вийти на початку 2022 року, але через війну вийшов лише влітку.
Третій друкований номер «Цукру» вийшов 20 лютого 2023 року. До нього увійшли матеріали, написані після початку російського вторгнення: 16 текстів та 7 фоторепортажів. Наклад — 2000 примірників. Журнал має два варіанти обкладинки: чорну і білу. Номер розповсюджували в понад 20 сумських кав'ярнях, в онлайн-магазинах та серед донаторів «Цукру».
«Мені здається, що люди хочуть читати новини, хочуть знати, що відбувається в місті, але втомилися від стрічки новин у фейсбуці й часто свідомо йдуть на якісь детокси від діджиталу. Ми навряд чи зможемо змінити фейсбук. Але якщо людей дратує онлайн, то, будь ласка, ось є друкована версія. Тільки хай читають», — пояснював концепт друкованого «Цукру» Дмитро Тіщенко.
25 листопада 2023 року також вийшов власний друкований журнал «Суми культурні», створений командою «Цукру». Він містить роботи й історії 80 художників, музикантів, фотографів, архітекторів, авторів коміксів, тату-артистів та митців інших напрямів. В журналі вони заявляють про себе місту та країні, а «Цукр» таким чином знайомить українців із сумською культурою.

### Клуб «Цукру»
На початку лютого 2023 року видання заснувало «Клубу Цукру» — «переосмислену форму доброчинства та співучасті людей у розвитку видання». Це спільнота доброчинців, з якою редакція комунікує через розсилку та закритий чат. Там команда ділиться інсайдами, а доброчинці першими дізнаються про важливі новини з життя команди.

### «Ц.Зміни»
В 2021 році на сайті «Цукру» з'явився окремий розділ для краудфандингу — «Ц.Зміни». Перед запуском проєкту в Сумах команда «Цукру» провела «Школу краудфандінгу», де місцевих активістів навчали методам залучення коштів. Натхнення для створення локальної платформи краудфандингу сум'яни знайшли у аналогічного проєкту видання «Зміст» в Полтаві. З початком війни на платформі з'явилися проєкти підтримки ветеранів і сімей загиблих військових.

## Нагороди й відзнаки
У червні 2023 року матеріал «Перші свідчення про голодомор закопав на городі: Борис Ткаченко про книгу „Під чорним тавром“» журналістки «Цукру» Юлії Опанасенко став переможцем у номінації «Найкраще інтерв'ю» конкурсу «Честь Професії 2023».
Головний редактор «Цукру» Олексій Туча став лавреатом премії «25 до 25: молоді та зухвалі», яка відзначає молодих «медіамейкерів» (журналістів) України.
«Цукр» у 2023 році отримав нагороду Best Community Builder від Media Development Foundation.